# King of Mask Singer
King of Mask Singer (hangeul : 미스터리 음악쇼 복면가왕 ; RR : Miseuteori Eumaksyo Bongmyeon-gawang) est une émission de télévision sud-coréenne diffusée sur MBC depuis le 5 avril 2015,.

## Présentateur
- Kim Sung-joo

## Compétiteurs
Liste des idoles ayant participé à l’émission
 – Groupe séparé
 – Groupe en pause
| Groupe                                  | Chanteur (Épisodes)                                                                                     | Chanteur (Épisodes) | Membres ayant participé / Membres actuels / Nombre de membres |
| Groupe                                  | Membre(s)                                                                                               | Ancien(s) membre(s) | Membres ayant participé / Membres actuels / Nombre de membres |
| --------------------------------------- | --- | --- | ------------------------------------------------------------- |
| 100%                                    | Rockhyun (189)                                                                                          | / | 1 / 4 / 7                                                     |
| 15&                                     | Park Ji-min (109–110)                                                                                   | / | 1 / 2 / 2                                                     |
| 2AM                                     | Jo Kwon (137–138), Changmin (3–4, 143–144), Seulong (87–88), Jinwoon (73)                               | / | 4 / 4 / 4                                                     |
| 2BiC                                    | Kim Ji-hwan (35–36)                                                                                     | / | 1 / 2 / 2                                                     |
| 2NE1                                    | / | Minzy (105) | 1 / 0 / 4                                                     |
| 2PM                                     | Jun. K (43–44), Junho (119–120)                                                                         | Jay Park (41–42) | 3 / 6 / 7                                                     |
| 4Minute                                 | / | Jeon Ji-yoon (131) | 1 / 0 / 5                                                     |
| 8Eight                                  | / | Lee Hyun (31–32, 179–180, 182, 184, 186, 188), Joo Hee (21, 127–128)                                                                                        | 2 / 0 / 3                                                     |
| AB6IX                                   | Lee Dae-hwi (175–176)                                                                                   | / | 1 / 5 / 5                                                     |
| After School                            | Raina (33–34)                                                                                           | Kahi (5), Lizzy (45) | 3 / 4 / 11                                                    |
| Akdong Musician                         | Lee Chan-hyuk (99), Lee Soo-hyun (99–100)                                                               | / | 2 / 2 / 2                                                     |
| AOA                                     | Yuna (177–178), Hyejeong (159)                                                                          | Choa (25–26) | 3 / 6 / 8                                                     |
| Apink                                   | Yoon Bo-mi (61), Jung Eun-ji (11–12), Kim Nam-joo (39), Oh Ha-young (119)                               | / | 4 / 6 / 7                                                     |
| April                                   | Chaekyung (205), Jinsol (145)                                                                           | / | 2 / 6 / 8                                                     |
| Astro                                   | MJ (213–214), Sanha (171)                                                                               | / | 2 / 6 / 6                                                     |
| B.A.P                                   | / | Daehyun (33–34), Youngjae (129, 203–204) | 2 / 0 / 6                                                     |
| B1A4                                    | CNU (77), Jinyoung (85), Sandeul (1–2, 84)                                                              | / | 3 / 5 / 5                                                     |
| Baby V.O.X                              | / | Shim Eun-jin (105), Kan Mi-youn (123–124) | 2 / 0 / 9                                                     |
| BESTie                                  | / | UJi (23–24) | 1 / 0 / 4                                                     |
| BigBang                                 | / | Seungri (163–164) | 1 / 4 / 5                                                     |
| Big Mama                                | / | Lee Young-hyun (19), Lee Ji-young (129–130), Shin Yeon-ah (133–134)                                                                                         | 3 / 0 / 4                                                     |
| Blackpink                               | Rosé (103–104)                                                                                          | / | 1 / 4 / 4                                                     |
| Block B                                 | Taeil (7–8), U-Kwon (201), Park Kyung (157–158)                                                         | / | 3 / 7 / 7                                                     |
| Bolbbalgan4                             | Ahn Ji-young (89–90)                                                                                    | / | 1 / 2 / 2                                                     |
| Boys Republic                           | Onejunn (55)                                                                                            | / | 1 / 5 / 5                                                     |
| The Boyz                                | Sangyeon (183), Younghoon (221–222)                                                                     | / | 2 / 11 / 12                                                   |
| Brown Eyed Girls                        | JeA (69–70, 147–148), Narsha (125–126)                                                                  | / | 2 / 4 / 4                                                     |
| BtoB                                    | Eunkwang (75–76, 155–156), Changsub (27–28), Hyunsik (123), Sungjae (5–6)                               | NC | 4 / 7 / 7                                                     |
| BTS                                     | Jungkook (71–72)                                                                                        | / | 1 / 7 / 7                                                     |
| C.I.V.A                                 | / | Kim So-hee (155) | 1 / 0 / 3                                                     |
| Chakra                                  | / | Hwangbo (103) | 1 / 0 / 5                                                     |
| CLC                                     | Yujin (223)                                                                                             | / | 1 / 7 / 7                                                     |
| Cleo                                    | / | Gong Seo-young (65) | 1 / 0 / 5                                                     |
| Click-B                                 | Oh Jong-hyuk (35–36), Kim Tae-hyung (165–166), Yoo Ho-seok (135)                                        | / | 3 / 7 / 7                                                     |
| CNBLUE                                  | Lee Jong-hyun (101–102)                                                                                 | / | 1 / 4 / 5                                                     |
| Cool                                    | Lee Jae-hoon (77–78), Kim Sung-soo (207)                                                                | NC | 2 / 3 / 5                                                     |
| Cosmic Girls                            | Seola (173–174), EXY (65), Yeonjung (91–92, 189)                                                        | / | 3 / 13 / 13                                                   |
| Cross Gene                              | / | Takuya (207) | 1 / 4 / 7                                                     |
| D1ce                                    | Woo Jin-young (225–226)                                                                                 | / | 1 / 5 / 5                                                     |
| Dal Shabet                              | Subin (59)                                                                                              | / | 1 / 4 / 7                                                     |
| Davichi                                 | Lee Hae-ri (101–102, 104, 106), Kang Min-kyung (17–18)                                                  | / | 2 / 2 / 2                                                     |
| Day6                                    | Young K (205–206)                                                                                       | NC | 1 / 5 / 6                                                     |
| December                                | DK (97–98)                                                                                              | / | 1 / 2 / 2                                                     |
| DIA                                     | Yebin (125)                                                                                             | / | 1 / 8 / 10                                                    |
| Diva                                    | / | Lee Min-kyung (197–198) | 1 / 0 / 4                                                     |
| DJ Doc                                  | Kim Chang-ryeol (151–152)                                                                               | / | 1 / 3 / 4                                                     |
| Dreamcatcher (anciennement appelé MINX) | Siyeon (209)                                                                                            | / | 1 / 7 / 7                                                     |
| Dynamic Duo                             | Choiza (225–226), Gaeko (13)                                                                            | / | 2 / 2 / 2                                                     |
| Epik High                               | Mithra Jin (97)                                                                                         | / | 1 / 3 / 3                                                     |
| Eve                                     | Kim Se-heon (91)                                                                                        | / | 1 / 4 / 10                                                    |
| EXID                                    | Solji (1, 163–164, 166, 168, 170, 172, 174), LE (133), Hani (47–48), Hyelin (63), Jeonghwa (151)        | UJi (23–24) | 6 / 5 / 8                                                     |
| Exo                                     | Chen (21–22)                                                                                            | / | 1 / 9 / 12                                                    |
| f(x)                                    | Luna (1–2, 4, 6)                                                                                        | / | 1 / 4 / 5                                                     |
| F.T. Island                             | Honggi (3, 105–106), Jaejin (181)                                                                       | / | 2 / 4 / 6                                                     |
| Fiestar                                 | / | Cao Lu (87), Yezi (111) | 2 / 0 / 6                                                     |
| Fin.K.L                                 | / | Ock Joo-hyun (121–122, 124, 126) | 1 / 0 / 4                                                     |
| Fly to the Sky                          | Hwanhee (93–94, 96, 98, 100)                                                                            | / | 1 / 2 / 2                                                     |
| Fromis 9                                | Jang Gyu-ri (195)                                                                                       | / | 1 / 9 / 9                                                     |
| g.o.d                                   | Son Ho-young (69–70), Kim Tae-woo (57–58)                                                               | / | 2 / 5 / 5                                                     |
| Gavy NJ                                 | / | Jang Hee-young (99–100) | 1 / 3 / 7                                                     |
| GFriend                                 | Eunha (67–68), Yuju (15–16), SinB (171), Umji (129–130)                                                 | / | 4 / 6 / 6                                                     |
| Girl's Day                              | Sojin (7), Minah (35–36)                                                                                | / | 2 / 4 / 7                                                     |
| Girls' Generation                       | Tiffany (219–220), Seohyun (95–96)                                                                      | / | 2 / 8 / 9                                                     |
| Golden Child                            | Y (195), Joochan (153)                                                                                  | / | 2 / 10 / 11                                                   |
| Got7                                    | Jinyoung (179–180), Youngjae (93–94)                                                                    | / | 2 / 7 / 7                                                     |
| The Grace                               | Lina (101–102), Dana (41), Sunday (209–210)                                                             | Stephanie (65–66) | 4 / 3 / 4                                                     |
| Gugudan                                 | Nayoung (169), Sejeong (95, 197–198)                                                                    | / | 2 / 8 / 9                                                     |
| Highlight (anciennement appelé Beast)   | Dongwoon (19–20)                                                                                        | / | 1 / 4 / 6                                                     |
| Homme                                   | / | Lee Hyun (31–32, 179–180, 182, 184, 186, 188), Lee Chang-min (3–4, 143–144)                                                                                 | 2 / 0 / 2                                                     |
| Hot Place (anciennement appelé Badkiz)  | / | Monika (85–86) | 1 / 4 / 15                                                    |
| Hotshot                                 | Sungwoon (157–158)                                                                                      | / | 1 / 6 / 6                                                     |
| I.B.I                                   | / | Kim So-hee (155) | 1 / 0 / 5                                                     |
| I.O.I                                   | / | Lim Na-young (149), Kim Chung-ha (127), Kim Se-jeong (95, 197–198), Zhou Jieqiong (137), Yoo Yeon-jung (91–92, 189), Choi Yoo-jung (131), Kim Do-yeon (165) | 7 / 0 / 11                                                    |
| Infinite                                | Dongwoo (145–146), Woohyun (161–162), L (63)                                                            | Hoya (149–150) | 4 / 6 / 7                                                     |
| iKon                                    | Jinhwan (167–168), Bobby (117), Donghyuk (177), Ju-ne (139–140)                                         | / | 4 / 6 / 7                                                     |
| Iz*One                                  | / | Choi Ye-na (313), Kim Chae-won (297), Jo Yu-ri (255–256), An Yu-jin (181)                                                                                   | 4 / 0 / 12                                                    |
| JBJ                                     | / | Kenta (194), Kwon Hyun-bin (219) | 2 / 0 / 6                                                     |
| JBJ95                                   | Kenta (194)                                                                                             | / | 1 / 2 / 2                                                     |
| Jewelry                                 | / | Park Jung-ah (27–28), Seo In-young (9), Kim Ye-won (153) | 3 / 0 / 10                                                    |
| Kara                                    | / | Nicole (169) | 1 / 0 / 7                                                     |
| KNK                                     | Jeong Inseong (215)                                                                                     | Kim Youjin (83) | 2 / 5 / 6                                                     |
| Koyote                                  | Shin Ji (221–222), Bbaek Ga (225)                                                                       | / | 2 / 3 / 7                                                     |
| Laboum                                  | Soyeon (195–196), Solbin (135)                                                                          | / | 2 / 5 / 6                                                     |
| Ladies' Code                            | Sojung (47–48)                                                                                          | / | 1 / 3 / 5                                                     |
| Loona                                   | Yves (291–292), HeeJin (192)                                                                            | / | 2 / 12 / 12                                                   |
| Lovelyz                                 | Baby Soul (171–172), Mijoo (219), Kei (107–108), Jin (157), Sujeong (185)                               | / | 5 / 8 / 8                                                     |
| M.I.B                                   | / | Kangnam (37, 159–160) | 1 / 0 / 4                                                     |
| Madtown                                 | / | Jota (85) | 1 / 0 / 7                                                     |
| Mamamoo                                 | Solar (21–22), Moonbyul (179), Wheein (55–56), Hwasa (111–112)                                          | / | 4 / 4 / 4                                                     |
| Matilda                                 | / | Haena (189–191, 193, 194, 196) | 1 / 0 / 4                                                     |
| MBLAQ                                   | G.O (37–38)                                                                                             | Thunder (93) | 2 / 3 / 5                                                     |
| Melody Day                              | / | Yeoeun (17–18, 20) | 1 / 0 / 4                                                     |
| Miss A                                  | / | Min (9) | 1 / 0 / 4                                                     |
| Momoland                                | JooE (139), Ahin (203)                                                                                  | / | 2 / 9 / 9                                                     |
| Monsta X                                | Shownu (137), Kihyun (39–40)                                                                            | / | 2 / 7 / 6                                                     |
| Myteen                                  | / | Song Yuvin (173) | 1 / 0 / 7                                                     |
| N.Flying                                | Lee Seung-hyub (199), Yoo Hwe-seung (147–148)                                                           | / | 2 / 5 / 5                                                     |
| NCT                                     | Doyoung (209–210)                                                                                       | / | 1 / 23 / 23                                                   |
| Nine Muses                              | / | Kyungri (75) | 1 / 0 / 14                                                    |
| Norazo                                  | Jo Bin (33, 195), Won Heum (207)                                                                        | Lee Hyuk (95–96, 177–178) | 3 / 2 / 3                                                     |
| NRG                                     | Chun Myung-hoon (177), Noh Yoo-min (15)                                                                 | / | 2 / 3 / 5                                                     |
| NU'EST                                  | Baekho (159–160), Minhyun (143–144)                                                                     | / | 2 / 5 / 5                                                     |
| Oh My Girl                              | Hyojung (97–98), YooA (143), Seunghee (31, 207–208), Binnie (163)                                       | / | 4 / 7 / 8                                                     |
| ONF                                     | Hyojin (190)                                                                                            | / | 1 / 6 / 7                                                     |
| Papaya                                  | / | Kang Se-jung (225) | 1 / 0 / 5                                                     |
| Paran                                   | / | Ryan (119–120) | 1 / 0 / 5                                                     |
| Pentagon                                | Jinho (190), Hui (141–142), Hongseok (217)                                                              | / | 3 / 9 / 10                                                    |
| Phantom                                 | / | Sanchez (115–116), Hanhae (153) | 2 / 0 / 3                                                     |
| Pristin                                 | / | Nayoung (149), Kyulkyung (137) | 2 / 0 / 10                                                    |
| Rainbow                                 | / | Jaekyung (101), Jisook (115), Hyunyoung (175) | 3 / 0 / 7                                                     |
| Red Velvet                              | Seulgi (79), Wendy (43, 225–226), Joy (121–122)                                                         | / | 3 / 5 / 5                                                     |
| Roo'ra                                  | / | Lee Sang-min (63) | 1 / 0 / 7                                                     |
| S.E.S.                                  | Bada (61–62), Shoo (55)                                                                                 | / | 2 / 3 / 3                                                     |
| Sechs Kies                              | Kang Sung-hoon (65–66)                                                                                  | / | 1 / 6 / 6                                                     |
| Secret                                  | / | Jung Ha-na (205), Jun Hyo-seong (201–202), Song Ji-eun (5–6), Han Sun-hwa (123)                                                                             | 4 / 0 / 4                                                     |
| SeeYa                                   | / | Kim Yeon-ji (69–70, 72), Lee Bo-ram (127, 205–206, 208, 210, 212)                                                                                           | 2 / 0 / 4                                                     |
| Seventeen                               | Hoshi (153–154), DK (69–70), Seungkwan (135–136)                                                        | / | 3 / 13 / 13                                                   |
| SF9                                     | Inseong (189), Rowoon (163)                                                                             | / | 2 / 9 / 9                                                     |
| SG Wannabe                              | Lee Seok-hoon (25–26), Kim Yong-jun (43–44)                                                             | / | 2 / 3 / 4                                                     |
| S#arp                                   | / | Lee Ji-hye (81), Jang Seok-hyun (11) | 2 / 0 / 4                                                     |
| Shinhwa                                 | Lee Min-woo (53–54), Kim Dong-wan (29–30)                                                               | / | 2 / 6 / 6                                                     |
| Sistar                                  | / | Hyolyn (49–50), Soyou (81–82) | 2 / 0 / 4                                                     |
| Snuper                                  | Sangil (211)                                                                                            | / | 1 / 6 / 6                                                     |
| Sonamoo                                 | High.D (151–152)                                                                                        | / | 1 / 5 / 7                                                     |
| Spica                                   | / | Kim Boa (13–14), Yang Ji-won (147), Kim Bo-hyung (51–52) | 3 / 0 / 5                                                     |
| SS501                                   | Heo Young-saeng (73–74), Kim Kyu-jong (145–146), Park Jung-min (133), Kim Hyung-jun (193–194)           | / | 4 / 5 / 5                                                     |
| Stray Kids                              | Han (197)                                                                                               | / | 1 / 8 / 9                                                     |
| Super Junior                            | Yesung (55–56), Shindong (99), Ryeowook (41–42, 194), Kyuhyun (29–30, 211–212, 214, 216, 218, 220, 222) | Kangin (45), Henry (115) | 6 / 11 / 15                                                   |
| Supreme Team                            | / | Simon Dominic (25) | 1 / 0 / 2                                                     |
| T-ara                                   | Eunjung (137–138), Hyomin (161–162)                                                                     | Jiwon (147) | 3 / 4 / 10                                                    |
| Take                                    | Shin Seung-hee (185–186)                                                                                | / | 1 / 2 / 5                                                     |
| Teen Top                                | Chunji (9–10), Niel (45–46)                                                                             | / | 2 / 5 / 6                                                     |
| Tiny-G                                  | / | Min Do-hee (107) | 1 / 0 / 4                                                     |
| TraxX                                   | / | Noh Min-woo (209) | 1 / 3 / 5                                                     |
| Twice                                   | Jihyo (69)                                                                                              | / | 1 / 9 / 9                                                     |
| Two Two                                 | / | Hwang Hye-young (163) | 1 / 0 / 4                                                     |
| U-KISS                                  | Soohyun (117–118), Jun (151–152)                                                                        | Eli (223) | 3 / 3 / 10                                                    |
| UNB                                     | / | Jun (151–152) | 1 / 0 / 9                                                     |
| Uni.T                                   | / | Yang Ji-won (147), NC.A (77–78, 213–214), Yebin (125) | 3 / 0 / 9                                                     |
| Untouchable                             | Sleepy (57)                                                                                             | / | 1 / 2 / 2                                                     |
| UP10TION                                | Sunyoul (41–42), Hwanhee (121)                                                                          | / | 2 / 10 / 10                                                   |
| UV                                      | Muzie (27–28, 179–180)                                                                                  | / | 1 / 2 / 2                                                     |
| V.O.S                                   | Kim Kyung-rok (61–62), Park Ji-heon (49–50)                                                             | / | 2 / 3 / 3                                                     |
| VIXX                                    | N (101), Leo (49–50), Ken (11–12, 187–188), Ravi (175)                                                  | / | 4 / 6 / 6                                                     |
| Vromance                                | Park Jang-hyun (119), Park Hyun-gyu (189–191)                                                           | / | 2 / 4 / 4                                                     |
| Wanna One                               | / | Yoon Ji-sung (185–186), Ha Sung-woon (157–158), Hwang Min-hyun (143–144), Kim Jae-hwan (149–150), Lee Dae-hwi (175–176)                                     | 5 / 0 / 11                                                    |
| Weki Meki                               | Ji Soo-yeon (189–190), Elly (287–288), Yoo-jung (131), Kim Do-yeon (165)                                | / | 4 / 8 / 8                                                     |
| Winner                                  | Kang Seung-yoon (109)                                                                                   | Nam Tae-hyun (187-188) | 2 / 4 / 5                                                     |
| Wonder Girls                            | / | Yeeun (79–80), Sunye (165–166) | 2 / 0 / 7                                                     |
| ZE:A                                    | Dongjun (83–84)                                                                                         | / | 1 / 9 / 9                                                     |

En plus des idoles, des acteurs de comédies musicales font également des apparitions, comme Hong Ji-min, l'une des premières championnes de l'émission.

### Sources
- (en) Cet article est partiellement ou en totalité issu de l’article de Wikipédia en anglais intitulé « King of Mask Singer » (voir la liste des auteurs).